# Ferrovie Real Estate
Ferrovie Real Estate S.p.A. era una società per azioni italiana operante nel settore immobiliare. Era parte del gruppo Ferrovie dello Stato.

## Storia
Ferrovie Real Estate era stata creata il 26 giugno 2003 per ricevere, tramite atto di scissione parziale, valorizzare ed alienare il patrimonio immobiliare di Rete Ferroviaria Italiana S.p.A., che era stato giudicato eccedente, come case cantoniere, appartamenti, uffici, fabbricati storici (anche di pregio), immobili a uso ricettivo per l'accoglienza del personale del gruppo in servizio lavorativo (Ferrotel), colonie estive, centri di formazione, officine e aree non più funzionali all'esercizio ferroviario.
Il 18 maggio 2007 viene firmato un atto di scissione doppia di tutto il patrimonio immobiliare di FRE non ancora ceduto, in favore di Trenitalia e Ferrovie dello Stato con la conseguente cessazione delle attività della società.

## I numeri
In particolare FRE deteneva 11500 alloggi, 27 uffici, 105 Ferrotel, 5 centri di formazione, 9 colonie estive, 10 ex magazzini approvvigionamenti, 400 immobili di servizio e terreni e 80 tra officine grandi riparazioni, officine manutenzione corrente e altri fabbricati: il tutto occupava 10 milioni di metri quadri per un valore di 2,6 miliardi di euro.
Nel 2004 ha venduto immobili per 355,80 milioni di euro (tra cui Palazzi Alti, le torri adiacenti alla Stazione di Milano Porta Garibaldi ceduti a Beni Stabili per 113 milioni e il fabbricato uffici di via Spartaco Lavagnini a Firenze per 51 milioni) e ottenuto ricavi da locazioni per 84,2 milioni.
Circa 360 milioni il valore degli immobili riceduti a RFI nel 2005 più altri 48 immobili alienati per un valore di 6,98 milioni di euro e 58,2 milioni i ricavi ottenuti dalla cessione degli immobili venduti nel 2006.
Deteneva anche partecipazioni azionarie in Immobiliare Ferrovie S.r.l. e Medie Stazioni Due S.r.l. che poi diventò Tiburtina Sviluppo Immobiliare S.p.A., società incaricata della realizzazione della nuova stazione Tiburtina e della riqualificazione e trasformazione urbanistica delle aree limitrofe.